# Ataque en París de enero de 2016
En la mañana del 7 de enero de 2016, un hombre que llevaba un cinturón de explosivos falso atacó a oficiales de policía con un cuchillo cerca de una comisaría en el 18º distrito de París en el norte París, Francia, al tiempo que gritaba «Al·lahu-àkbar». Fue abatido por la policía.

## Desarrollo
El hombre fue abatido por los oficiales según informes del vocero del Ministerio del Interior francés Pierre-Henry Brandet. El ministro Bernard Cazeneuve se presentó en el área. La población del distrito La Goutte d'Or, donde ocurrió el incidente, es predominantemente de origen africano, tanto del norte de África como del sur del Sáhara.
Junto a su cuerpo se halló una bandera del Estado Islámico y una reivindicación escrita en idioma árabe. En un principio se creyó que portaba explosivos, siendo descartado por un robot detector de explosivos. Se trató de un objeto simulado hecho con una bolsa con cinta adhesiva de la que salía un cable.
El gobierno francés estaba en alerta por el primer aniversario del atentado contra Charlie Hebdo, aumentando el nivel de vigilancia y efectivos de seguridad en las calles parisinas. Previo al ataque, el presidente francés François Hollande dio un discurso ante las fuerzas de seguridad.

## Sospechoso
Como en los ataques en París de noviembre de 2015, hubo informes no confirmados de que el atacante era un hombre tunecino llamado Tarek Belgacem. Aunque su identidad continúa incierta, el 11 de enero se informó de que el sospechoso, que había utilizado una serie de «al menos siete» alias y que había estado haciéndose pasar por un solicitante de asilo, y que vivió en un centro para solicitantes de asilo en Recklinghausen, Alemania desde agosto de 2015, había llegado a Alemania en 2013 después de haber vivido en Francia durante los cinco años anteriores.
Agentes de la policía de París encontraron en el cuerpo abatido una bandera árabe con la leyenda «Estado Islámico Siempre». Además encontraron un trozo de papel con la profesión musulmana de la fe, un dibujo de la bandera del Estado Islámico y una promesa de fidelidad al líder del grupo Abu Bakr al-Baghdadi escritos. También llevaba un teléfono móvil con una tarjeta SIM de Alemania.

## Consecuencias
A la luz de este ataque, y un ataque similar en una comisaría de policía en Filadelfia, Estados Unidos en el mismo día, agentes del Departamento de Policía de Nueva York recibieron instrucciones de aumentar la vigilancia al máximo y tomar «medidas proactivas».